# ویلیام پیترسون (بازیکن فوتبال)
ویلیام پیترسون (انگلیسی: William Peterson؛ زادهٔ c. 1885) بازیکن فوتبال اهل آرژانتین است.
از باشگاه‌هایی که در آن بازی کرده‌است می‌توان به باشگاه اتلتیکو ایندپندینته اشاره کرد.